# ステファニー・レイヒ
ステファニー・レイヒ（英語: Stephanie Rehe, 1969年11月5日 - ）は、アメリカ・カリフォルニア州フォンタナ出身の元女子プロテニス選手。テニス史上最年少の「13歳1か月」でプロ入りした記録を持つ選手である。

## 概要
彼女の両親はドイツ人で、「レイヒ」（Rehe）という姓はドイツ系の名前である。自己最高ランキングはシングルス10位、ダブルス10位。WTAツアーでシングルス5勝、ダブルス2勝を挙げた。身長180cm、体重66kg。右利き、バックハンド・ストロークは両手打ち。
レイヒは1982年12月、女子テニス史上最年少の「13歳1か月」でプロ入りし、翌1983年に最年少でWTAツアーのコンピューター・ランキングに名前を連ねた。当時の女子テニス界では、10代半ばで世界トップに躍進する早熟なスター選手たちの成功の影響で、若手選手のプロ入りの低年齢化が加速していた。1982年10月に西ドイツのシュテフィ・グラフが「13歳4か月」でプロ入りしたが、レイヒはグラフよりもさらに早い年齢でプロ選手になる。しかし、1979年・1981年の全米オープン優勝者として最年少世界ランキング1位になったトレーシー・オースチンが慢性的な背中の故障を抱えたことから、若手女子選手の“燃え尽き症候群”が懸念されるようになり、レイヒのプロ転向後間もなく「14歳未満」の女子選手のプロ入りを禁止する規定が設けられた。
レイヒ自身は1985年に女子ツアーでシングルス2勝を挙げ、1986年の全米オープンで初めて4大大会の4回戦に勝ち上がった。その後1987年全仏オープンと1988年全米オープンで4回戦進出があるが、レイヒは4大大会でベスト8以上の成績を出すことはできなかった。キャリアの後半に、レイヒはダブルスに活路を見い出し、1992年の全豪オープン女子ダブルスでオランダのブレンダ・シュルツとペアを組んだ準決勝進出がある。1992年の「ジャパン・オープン」では女子ダブルスで伊達公子とペアを組んだこともあり、平木理化＆エミー・フレージャー組に 7-5, 6-7, 0-6 で敗れて準優勝になった。最年少プロテニス選手の記録を残したステファニー・レイヒは、1993年3月に23歳4か月で現役を引退した。